# Lajos Zilahy
Dans le nom hongrois Zilahy Lajos, le nom de famille précède le prénom, mais cet article utilise l’ordre habituel en français Lajos Zilahy, où le prénom précède le nom.
Lajos Zilahy, ou Lajos de Zilahy, est un romancier et dramaturge hongrois, également scénariste et réalisateur, né le 27 mars 1891 à Nagyszalonta (alors en Autriche-Hongrie, aujourd'hui Salonta en Roumanie), mort le 1er décembre 1974 à Novi Sad (Yougoslavie, aujourd’hui en Serbie).

## Biographie

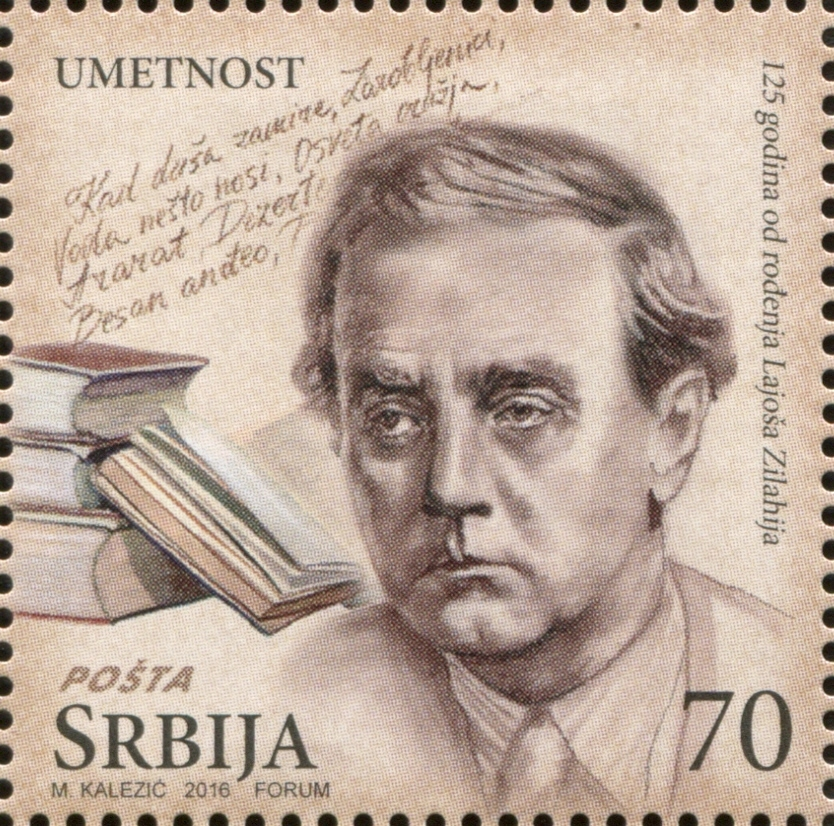

Né dans une famille de la petite noblesse hongroise, il fait des études de droit à l'Université de Budapest. Pendant la Première Guerre mondiale, alors qu’il sert dans l'armée austro-hongroise, il est blessé sur le front russe, expérience qu’il évoquera plus tard dans son roman Deux Prisonniers (Két fogoly). 
La guerre finie, il se consacre entièrement à l’écriture. Dès le début des années 1920, il rencontre le succès avec ses pièces de théâtre et ses romans, fréquemment adaptés au cinéma. En 1930, sa pièce, A tábornok, Le Général, est portée au cinéma en quatre versions linguistiques différentes. 
Parallèlement, Zilahy est journaliste, notamment à Paris et à Londres, et collabore régulièrement à différents journaux, les quotidiens Budapesti Hírlap et Est, le journal Magyarország, la revue d'art Híd (Le Pont). En 1939, il crée son propre studio de cinéma, la société Pegazus, avec laquelle il réalise trois films entre 1940 et 1943, dont une adaptation de son roman de 1928, Quelque chose sur l'eau (Valamit visz a víz).
Défenseur des principes démocratiques, Zilahy se trouve en opposition avec le régime de droite du régent Horthy, gouvernant en Hongrie. Lors de l'occupation allemande de la Hongrie, en 1944, il est recherché et doit se cacher avec sa famille. 
Après la guerre, il est nommé président de la Société culturelle hongro-soviétique de la littérature et des sciences (Magyar–Szovjet Művelődési Társaság). Mais son attachement à la démocratie, et surtout son opposition au communisme, en train de s'emparer du pouvoir, l'amènent à quitter la Hongrie en 1947, et à s'installer aux États-Unis.
À New York, Zilahy écrit l'une de ses œuvres majeures, une vaste trilogie romanesque, Les Dukay (Les Dukay, L'Ange de la colère, Le Siècle écarlate), histoire d'une riche famille aristocratique hongroise depuis l'époque napoléonienne jusqu’au milieu du XXe siècle. 
Lajos Zilahy meurt en 1974 à Novi Sad (en hongrois, Újvidék), Yougoslavie, dans une relative indifférence.
En 1930, Zilahy a épousé Piroska Bárczy, née en 1907, fille de István Bárczy, ancien maire de Budapest. Ils ont eu un unique fils, Mihály, né en 1931, mort tragiquement dans un accident d'arme à feu en 1949. Piroska Bárczy est morte en 2005.

## Œuvres
En français
- Le soleil brille (Süt a nap), théâtre, 1924
- Deux Prisonniers (Két fogoly), 1929
- Printemps mortel (Halálos tavasz), 1930 (réédition 2001)
- Cette nuit-là (Tűzmádar, L'Oiseau de feu), pièce en 3 actes, 1933
- L'Âme qui s'éteint (A lélek kialszik), roman , 1943 (réédition 2008)
- Clochers de bois (Fatornyok), théâtre, 1943
- Fiançailles (Csöndes élet) 1946
- Le Boomerang, roman, 1948
- Les Dukay, roman, 1953 (réédition 2000)
- L'Ange de la colère, roman, 1954 (réédition 2002)
- Le Siècle écarlate, roman, 1966 (réédition 2001)

## Cinéma
Scénariste ou auteur de l'œuvre adaptée (sélection)
- 1930 : The Virtuous Sin de George Cukor et Louis Gasnier, version en anglais
- 1931 : Le Rebelle de Adelqui Migliar, version en français
- 1931 : Die Nacht der Entscheidung de Dimitri Buchowetzki, version en allemand
- 1931 : Generalen de Gustaf Bergman, version en suédois
- 1933 : Cette nuit-là de Georg Wilhelm Pabst et Marc Sorkin
- 1934 : L'Oiseau de feu (The Firebird) de William Dieterle
- 1938 : Két fogoly (Deux Prisonniers) de Steve Sekely
- 1939 : Süt a nap (Le soleil brille) de László Kalmár
- 1940 : Hazajáró lélek (L'Âme qui revient) de Lajos Zilahy
- 1941 : A szűz és a gödölye (La Vierge et le faon) de Lajos Zilahy
- 1943 : Valamit visz a víz (Quelque chose sur l'eau) de Lajos Zilahy et Gusztáv Oláh
- 1946 : Son Dernier Rôle de Jean Gourguet
- 1956 : Die goldene Brücke de Paul Verhoeven

Réalisateur
- 1940 : Hazajáró lélek (L'Âme qui revient)
- 1941 : A szűz és a gödölye (La Vierge et le faon)
- 1943 : Valamit visz a víz (Quelque chose sur l'eau) coréalisé avec Gusztáv Oláh